# Circuito Mallorca Rennarena
Der Circuit Mallorca ist eine Motorsportrennstrecke in der Gemeinde Llucmajor auf der Baleareninsel Mallorca. Sie befindet sich etwa 3 Kilometer östlich von El Arenal direkt neben der Autobahn Palma–Llucmajor.
Die für Auto- und Motorradrennen geeignete Asphaltstrecke ist 3.200 Meter lang und zwischen 10 und 12 Meter breit. Sie verfügt über 5 Links- und 8 Rechtskurven. Verbindungsstrecken innerhalb der Rennstrecke ermöglichen alternative Streckenführungen für einzelne Veranstaltungen. Die Gegengerade hat eine Länge von 490 Metern. Die 150 Meter lange Boxengasse ist 20 Meter breit und verfügt über 7 Boxen. Auf der Haupttribüne, die ca. 600 Zuschauern Platz bietet, befindet sich ein Kommandostand mit Zeitnahme. Unter der Tribüne befindet sich ein Restaurant mit 130 Sitzplätzen.
Im östlichen Bereich der Hauptrennstrecke befindet sich eine separate, 1.200 Meter lange und ca. 5 Meter breite Kartbahn, die sowohl mit Leihkarts als auch mit Privatkarts befahren werden kann. Die Kartbahn kann mit der Rennstrecke zu zusätzlichen Streckenvarianten verbunden werden. Die Tribüne der Kartbahn ist für 400 Zuschauer ausgelegt. Im westlichen Teil der Strecke befindet sich ein Offroad-Park.

## Geschichte
Der balearische Motorsportverband gab 2010 bekannt, dass Pläne für den Bau einer 4,6 Kilometer langen Internationalen Rennstrecke mit 15 Kurven bereits seit vielen Jahren vorliegen würden. Der neue Rundkurs sollte demnach auf dem Grundstück der bestehenden Anlage errichtet werden. Die neue Grand-Prix-Strecke sollte zunächst zur Austragung der Deutschen Tourenwagen-Meisterschaft genutzt werden, jedoch auch den Ansprüchen für Formel-1-Rennen genügen. Geplant war weiterhin, dass neben der Strecke ein Technologiezentrum entstehen soll. An der Planung der neuen Rennstrecke sollen auch Experten von Ferrari und des internationalen Motorsportverbandes FIA und Bernie Ecclestone als Berater beteiligt sein. Das Streckenprojekt sollte eine Fläche von ca. 500.000 Quadratmetern umfassen und Platz für etwa 90.000 Zuschauer bieten. Die Kosten des Projektes werden laut Presseberichten auf rund 200 Millionen Euro geschätzt. Die gesamten Kosten sollen durch private Investoren erbracht werden.
Ende 2012 wurde bekannt gegeben, dass der neue Komplex auf der anderen Seite, gegenüber der bestehenden Rennarena an der Autobahn zwischen Palma und Llucmajor errichtet werden soll. Im Mai 2012 wurde bekannt, dass der Inselrat weiterhin die Zustimmung verweigert und sich die Investoren zurückgezogen haben.
2013 kam das Thema Formel-1-Rennstrecke auf Mallorca erneut international ins Gespräch. Die Hells Angels wollten auf Mallorca die Formel-1-Rennbahn bauen und mit Schwarzgeld finanzieren. Im Juni 2013 wurde dieses Thema durch eine Großrazzia der spanischen Polizei jedoch zerschlagen.

## Nutzung
Seit 2016 wird der Circuit de Mallorca hauptsächlich für verschiedene Veranstaltungen wie Formel E-Tests und -Trainings, Motorradrennen, FMB-Veranstaltungen, Fahrkurse, Trackdays und Präsentationen vermietet. Internationale oder spanische Meisterschaften werden auf der Mallorca-Rennarena nicht ausgetragen, da aus Sicherheitsgründen maximal 15 Fahrzeuge gleichzeitig auf der Strecke erlaubt sind, so der Betreiber Helmut Gay.
Die Mitglieder der Motorsportverbände der Balearen nutzen die Rennstrecke für Trainings- und Testfahrten und kleinere, auf die Insel bezogene Motorsportwettbewerbe, ebenso mietete Porsche die Anlage in Llucmajor, um internationale Händler für den neuen Carrera 911 zu schulen, und auch das Formel-E-Team von Audi war bereits vor Ort.
Die All-Sports Racing School ist in einem Nebengebäude angesiedelt und bietet praktischen und theoretischen Fahrunterricht an. Professionelle Instruktoren unterrichten an der Rennfahrerschule der Circuit Mallorca, die auch Formel-Junior-Fahrzeuge zur Schulung betreibt.